# تأثير ويدمان
عندما يتم وضع قضيب في مجال مغناطيسي طولية. تم اكتشافه من قبل الفيزيائي الألماني غوستاف ويدمان في عام 1858. تأثير ويدمان هو واحد من مظاهر مغناطيسية في حقل التي شكلتها مزيج من المجال المغناطيسي الطولي ومجال مغناطيسي دائري. إذا كان التيار الكهربائي (أو المجال المغناطيسي) بالتناوب، فإن قضيب تبدأ التذبذب الالتوائي.
في زاوية النهج الخطي من التواء α لا تعتمد على شكل المقطع العرضي لها، ويتم تعريف فقط من خلال الكثافة الحالية والخصائص ماغنيتولاستيك من قضيب:
```
α = j h 15 2 G {\ ديسبلايستيل \ ألفا = j {\ فراك {h_ {15}} {2G}}} {\ ديسبلايستيل \ ألفا = j {\ فراك {h_ {15}} {2G}}}
```

حيث
```
j {\ ديسبلايستيل j} j هو الكثافة الحالية؛
h 15 {ديسبلايستيل h_ {15}} {\ ديسبلايستيل h_ {15}} هي معلمة مغناطيسية، تتناسب مع قيمة الحقل المغناطيسي الطولية؛
G {\ ديسبلايستيل G} G هو معامل القص.
```

تطبيقات
أجهزة الاستشعار موقف ماغنيتيكستريكتيف استخدام تأثير ويدمان لإثارة نبض بالموجات فوق الصوتية. عادة ما يستخدم مغناطيس صغير لوضع علامة على طول سلك مغناطيسي. المجال المغناطيسي من نبض قصيرة في السلك جنبا إلى جنب مع ذلك من المغناطيس موقف يثير نبض بالموجات فوق الصوتية. الوقت اللازم لهذا هو نقطة الإثارة لبيك اب في نهاية السلك. تأملات من الطرف الآخر من السلك يمكن أن يؤدي إلى اضطرابات. من أجل تجنب هذا يتم توصيل السلك إلى المثبط الميكانيكية التي